# Thomas Bragg
Thomas Bragg (Warrenton, 1810. november 9. – Raleigh, 1872. január 21.) amerikai politikus, civilben ügyvéd volt, aki 1855 és 1859 között Észak-Karolina 34. kormányzója lett. Az Amerikai polgárháború során a Konföderáció kabinetjének tagjává vált. Braxton Bragg tábornagy bátyja és az Angliából Virginiába áttelepülő Thomas Bragg (1579–1665) leszármazottja volt.

## Élete
Thomas Warrentonban született és a helyi Warrenton Akadémián végzett, majd később a Captain Partridge’s American Literary, Scientific & Military Academy intézményében diplomázott, melyet ma Norwich University néven ismerünk és Vermont állam katonai akadémiája. 1833-ban kezdte meg ügyvédi praxisát Jacksonban. 1842-től egy évig tagja volt az észak-karolina állami törvényhozásnak, majd Northampton megye főügyésze lett. Megválasztották Észak-Karolina kormányzójának, melynek pozícióját 1855-től 1859-ig töltötte be, majd 1861-ig az USA szenátora lett. A 36. Kongresszus Committee on Claims nevű bizottságának elnöke volt, de Észak-Karolina kiválásakor lemondott és ezt követően a Konföderációval való összejátszás miatt kiutasították. 1861-ben, alig pár hónappal a miniszteri kinevezése után Leroy Pope Walker hadügyminiszter lemondott. Jefferson Davis konföderációs elnök egy virginiai politikust akart kooptálni adminisztrációjába, hogy a később csatlakozó államot is képviseljék benne. Választása Braggre esett. Judah P. Benjamin főállamügyészt hadügyminiszternek felkérve ez a pozíció megüresedett, s ekkor Bragget kormányába emelte Benjamin helyére. 1862-ben posztjáról lemondott és 1872-ig jogi praxisát folytatta. 1870-ben az Észak-Karolinai Demokrata Párt (az úgynevezett Demokrata-Konzervatív Párt)  végrehajtó bizottságának elnöke lett. Az Oakwood Cemetery temetőjében helyezték örök nyugalomra Raleigh-ben.
Jacksoni otthona, az Amis-Bragg House 2003-ban a Történelmi Helyek Nemzeti Regiszterének listájára került.